# Nguyễn Tuấn Anh (cầu thủ bóng đá)
Nguyễn Tuấn Anh (sinh ngày 16 tháng 5 năm 1995) là một cầu thủ bóng đá chuyên nghiệp người Việt Nam đang thi đấu cho Thép Xanh Nam Định và đội tuyển quốc gia Việt Nam ở vị trí tiền vệ trung tâm.

## Tiểu sử
Nguyễn Tuấn Anh sinh ra trong một gia đình tại thôn Mai Trang, xã An Quý, huyện Quỳnh Phụ, tỉnh Thái Bình. Bố của Tuấn Anh là ông Nguyễn Văn Dung - Phó Giám đốc bệnh viện đa khoa Phụ Dực, còn mẹ anh là cán bộ ngành ngân hàng, tuy nhiên đã nghỉ hưu sớm để có điều kiện chăm sóc gia đình. Tuấn Anh là con thứ trong gia đình, chị cả là Nguyễn Quỳnh Mai, hiện đã lập gia đình.
Trong quá khứ, khi còn nhỏ trong lúc nô đùa cùng trái bóng, Tuấn Anh không may đã bị ngã, tai nạn khiến cầu thủ chịu tổn thương ở một phần khóe miệng, vết sứt khá nghiêm trọng, dẫn đến việc khẩu hình và giọng nói của Tuấn Anh có phần bị thay đổi.
Năm 2013, bác sĩ Cao Việt Hùng chuyên khoa răng hàm mặt có uy tín tại cả Nha Trang lẫn Pleiku, là người rất yêu mến các cầu thủ Hoàng Anh Gia Lai và được Tuấn Anh lẫn câu lạc bộ tin tưởng giao thực hiện ca phẫu thuật chữa dị tật sứt môi bẩm sinh. Sau khi phẫu thuật xong, bác sĩ yêu cầu Tuấn Anh phải nghỉ vận động ít nhất 2 tháng để vết thương lành hẳn.

## Sự nghiệp cầu thủ

### Đội trẻ
Ngay từ lúc 9 tuổi, Tuấn Anh đã có niềm đam mê với trái bóng. Anh từng là một trong những nhân tố giúp đội tuyển U-11 Thái Bình giành ngôi á quân Giải bóng đá nhi đồng toàn quốc được tổ chức tại Khánh Hòa năm 2004. Cũng trong năm đó, Tuấn Anh được trường năng khiếu Thái Bình triệu tập. Tuy nhiên, luyện tập ở trường năng khiếu được nửa năm thì bố mẹ xin cho anh về vì lo con còn nhỏ lại tập luyện trong điều kiện cơ sở vật chất không tốt, dù các thầy một mực xin cho Tuấn Anh ở lại, bởi anh bấy giờ là một trong số ít cậu bé có kỹ thuật tốt lại chơi bóng có tư duy, thông minh.
Năm 2007, sau khi trải qua một vòng tuyển chọn gắt gao, Tuấn Anh trở thành một trong 14 cầu thủ nhí được ghi danh vào học viện Hoàng Anh Gia Lai – JMG khóa 1 năm 2007. Tháng 6 năm 2010, Tuấn Anh và Công Phượng là hai cầu thủ của Học viện HAGL - Arsenal - JMG vđược lựa chọn cho chuyến tập huấn 15 ngày tại Mali. Đây là chuyến tập huấn được JMG toàn cầu tổ chức dành cho các học viên xuất sắc của các học viện nằm trong hệ thống.
Ngày 16 tháng 11 năm 2012, ông ông Steve Morrow - giám đốc kĩ thuật câu lạc bộ Arsenal đã gửi quyết định triệu tập 4 cầu thủ Học viện HAGL-Arsenal-JMG, bao gồm: Tuấn Anh, Công Phượng, Xuân Trường và Đông Triều sang Trung tâm huấn luyện Arsenal tại Luân Đôn để tập luyện, thi đấu cọ xát cùng với các cầu thủ U-17 Arsenal. Kết thúc chuyến tập huấn ở Luân Đôn, cả 4 cầu thủ đã có khoảng thời gian tìm hiểu và trau dồi kỹ năng tại trời Tây. Trong chuyến đi này, Tuấn Anh là một trong những cầu thủ được đánh giá cao về kỹ năng chơi bóng từ huấn luyện viên Arsène Wenger và cũng là cầu thủ duy nhất được ông đề nghị giới thiệu thử việc tại Hy Lạp. Tuy vậy, việc gặp phải một chấn thương nặng trong buổi tập trước Tết Nguyên đán 2012 khiến anh buộc phải thực hiện phẫu thuật và tạm hoãn thi đấu một thời gian.

### Hoàng Anh Gia Lai

#### Mùa giải 2015
Ngày 4 tháng 1 năm 2015, Nguyễn Tuấn Anh có trận đấu đầu tiên cho Hoàng Anh Gia Lai tại V.League và anh cũng có bàn thắng đầu tiên ghi được ở phút thứ 26 trong trận gặp Sanna Khánh Hòa Biển Việt Nam. Kết thúc mùa giải 2015, Tuấn Anh thi đấu cả 26 trận của mùa giải, trong đó có 25 trận đá chính và ghi được 1 bàn thắng.
Tại buổi Gala tổng kết mùa giải, Tuấn Anh đã vượt qua bộ đôi tiền đạo Nguyễn Công Phượng và Lê Hoàng Thiên để giành giải thưởng cầu thủ xuất sắc nhất của Hoàng Anh Gia Lai tại V.League 2015.

#### Yokohama (mượn)
Ngày 11 tháng 12 năm 2015, câu lạc bộ Hoàng Anh Gia Lai và câu lạc bộ Yokohama ký văn bản ghi nhớ hợp tác chiến lược, theo đó cầu thủ Nguyễn Tuấn Anh được lựa chọn sang thi đấu cho đội bóng của Nhật Bản này tại J2 League diễn ra vào năm 2016.
Ngày 22 tháng 9 năm 2016, Tuấn Anh có trận thi đấu thứ 2 cho Yokohama trong trận gặp Parceiro Nagano ở vòng 3 Cúp Hoàng đế Nhật Bản. Trong trận này, anh được đá chính và ghi bàn ấn định tỉ số 3–2 ở hiệp phụ, qua đó giúp câu lạc bộ giành vé vào vòng 4, đây cũng là bàn thắng đầu tiên của Tuấn Anh tại Nhật Bản.
Cuối tháng 10 năm 2016, Tuấn Anh gặp phải chấn thương ở gối dẫn đến việc lỡ cơ hội tham dự Giải vô địch bóng đá Đông Nam Á 2016. Hợp đồng với câu lạc bộ Yokohama hết hạn vào ngày 6 tháng 1 năm 2017, khi đó Tuấn Anh trở về khoác áo câu lạc bộ chủ quản Hoàng Anh Gia Lai thi đấu V.League.

#### Giai đoạn 2017–2018
Sau khi kết thúc hợp đồng, Tuấn Anh quyết định không tiếp tục gia hạn với câu lạc bộ Yokohama mà quay trở lại khoác áo Hoàng Anh Gia Lai. Tuy nhiên, việc dính chấn thương trước đó khiến anh bỏ lỡ giai đoạn đầu của mùa giải.
Ngày 3 tháng 6 năm 2017, anh trở lại sân và thi đấu trong vòng 1/8 Cúp Quốc gia với 66 phút thi đấu, người được vào thay sau đó là cầu thủ Trần Minh Vương. Tuấn Anh tiếp tục được đá chính 3 trận liên tiếp từ vòng 14 đến vòng 16 tại V.League 2017 và cùng đội tuyển U-22 Việt Nam thi đấu tại SEA Games 29.
Sau khi kết thúc SEA Games, Tuấn Anh gặp phải đa chấn thương (đau cơ thẳng bụng và chéo bụng, đau cơ đáy chậu, đau cơ khép lớn, gặp vấn đề ở đầu gân cơ lược, cơ vuông đùi phía bên chân trái) và nghỉ thi đấu thết tháng 9. Ngày 27 tháng 10 năm 2017, Tuấn Anh trở lại trong trận thắng 3–2 trước câu lạc bộ Hà Nội ở vòng 23 V.League khi được thay vào sân ở phút 77.
Với những chấn thương liên tiếp, Tuấn Anh chỉ chơi tổng cộng 8 trận cho Hoàng Anh Gia Lai ở mùa giải 2017, khiến những đóng góp của anh cho đội bóng là rất hạn chế.
Anh tiếp tục dính chấn thương gối và cơ háng trong quá trình chuẩn bị cho vòng chung kết giải U-23 châu Á 2018 và phải nói lời chia tay giải đấu cuối cùng anh có thể tham gia ở cấp độ trẻ. Sau thời gian điều trị và dưỡng thương, anh có những tiến triển tích cực và cùng Hoàng Anh Gia Lai thi đấu tại giải giao hữu BTV Cup 2017. Trước khi V.League 2018 bắt đầu, anh được bầu làm đội phó của Hoàng Anh Gia Lai và mang số áo 46 của đội bóng, chiếc áo số 8 được trao lại cho Trần Minh Vương.
Ngày 27 tháng 3 năm 2018, trên sân vận động Lạch Tray, Tuấn Anh dính chấn thương nặng khi Hoàng Anh Gia Lai làm khách trước Hải Phòng. Tuấn Anh được chẩn đoán bị giãn dây chằng chéo trước, tổn thương sụn chêm và được đưa đi Hàn Quốc điều trị. Tại đây, anh buộc phải phẫu thuật và phải nghỉ thi đấu từ 6 tháng đến 1 năm. Chấn thương này khiến anh bỏ lỡ cả mùa giải V.League 2018, đồng thời lỡ hẹn với các giải đấu của đội tuyển quốc gia Việt Nam trong năm 2018.

#### Mùa giải 2019
Trước khi V.League 2019 khởi tranh, anh được bầu làm đội trưởng của Hoàng Anh Gia Lai và khoác số áo 11. Ngày 23 tháng 2 năm 2019, anh có trận thi đấu đầu tiên trong mùa giải mới trong trận Hoàng Anh Gia Lai thắng 4–1 trước Sanna Khánh Hòa BVN tại vòng 1. Chỉ sau vài ngày, anh có tên trong danh sách triệu tập lên đội tuyển quốc gia Việt Nam cho giải King's Cup 2019 diễn ra tại Thái Lan sau 2 năm vắng mặt vì chấn thương.
Ngày 31 tháng 5 năm 2019, Tuấn Anh giành danh hiệu cầu thủ xuất sắc nhất trận và lần đầu lọt vào đội hình tiêu biểu sau khi thi đấu nỗ lực giúp Hoàng Anh Gia Lai cầm hòa trước câu lạc bộ Hà Nội tại vòng 12. Ngày 21 tháng 7 năm 2019, Tuấn Anh có siêu phẩm cứa lòng vào lưới Sông Lam Nghệ An tại vòng thứ 17, qua đó góp phần giúp Hoàng Anh Gia Lai giành chiến thắng 3–2. Đây cũng là bàn thắng đánh dấu sự trở lại của anh, sau 4 năm 6 tháng 17 ngày kể từ khi anh ghi bàn thắng đầu tiên cho Hoàng Anh Gia Lai.
Kết thúc mùa giải 2019, Tuấn Anh cùng các đồng đội của Hoàng Anh Gia Lai cán đích ở vị trí thứ 8, vị trí tốt nhất sau 5 năm lứa đầu tiên của học viên Hoàng Anh Gia Lai – JMG lên chơi chuyên nghiệp. Bản thân anh cũng đã thi đấu 25 trận cho Hoàng Anh Gia Lai, nhiều nhất kể từ V.League 2015.

#### Giai đoạn 2020–2021
Tuấn Anh cùng Hoàng Anh Gia Lai tham dự 2 giải giao hữu tại Đà Nẵng vào tháng 12 năm 2019 và Viettel tháng 1 năm 2020. Anh bất ngờ dính chấn thương trước thềm mùa giải V.League 2020 khởi tranh sau khi tham dự giải giao hữu cùng Hoàng Anh Gia Lai vào tháng 1, tuy nhiên đã phục hồi nhanh chóng. Tuấn Anh tiếp tục được tín nhiệm mang băng đội trưởng của Hoàng Anh Gia Lai thi đấu tại V.League 2020.
Ngày 15 tháng 3 năm 2020, Tuấn Anh có trận mở màn tại vòng 2 V.League khi Hoàng Anh Gia Lai làm khách trước Viettel. Anh đá chính trong trận hòa kịch tích trên sân Hàng Đẫy trước khi rời sân ở phút 68 khi bị đau nhẹ và nhường chỗ cho Nguyễn Văn Anh, cầu thủ ấn định tỷ số 3–3 cho Hoàng Anh Gia Lai.
Ngày 17 tháng 7 năm 2020, Tuấn Anh có bàn thắng đầu tiên tại mùa giải trong trận thắng 3–1 trước Quảng Nam. Anh ghi bàn nâng tỉ số lên 2–1 trước khi Chevaughn Walsh ấn định chiến thắng cho Hoàng Anh Gia Lai. Đây mới là bàn thắng thứ 3 của anh sau 5 năm thi đấu tại V.League.
Sau chiến thắng 5–2 tại vòng 13 trước đội Thành phố Hồ Chí Minh, Tuấn Anh cùng đồng đội kết thúc giai đoạn 1 của V.League 2020 tại vị trí thứ 7 và đủ điều kiện nằm trong nhóm 8 đội dẫn đầu tại giai đoạn 2, đồng thời kết thúc ở vị trí thứ 7 ở mùa bóng này.
Trước khi bắt đầu mùa giải V.League 2021, Hoàng Anh Gia Lai có sự thay đổi lớn về mặt nhân sự khi bổ nhiệm Kiatisuk Senamuang làm huấn luyện viên đội bóng. Tuấn Anh chia sẻ vai trò đội trưởng cùng 3 cầu thủ trưởng thành cùng lò đào tạo Học viện Bóng đá Hoàng Anh Gia Lai - JMG cùng khóa với anh gồm Nguyễn Công Phượng, Lương Xuân Trường, Nguyễn Văn Toàn.
Ngày 14 tháng 3 năm 2021, Tuấn Anh thi đấu trận đầu tiên của mùa giải mới tại vòng 3 khi Hoàng Anh Gia Lai giành chiến thắng 2-1 trước Topenland Bình Định trên sân nhà Pleiku sau khi anh gặp một số vấn đề về sức khỏe ở 2 vòng đấu đầu tiên.

### Thép Xanh Nam Định
Ngày 11 tháng 3 năm 2024, Tuấn Anh gia nhập câu lạc bộ Thép Xanh Nam Định với bản hợp đồng cho mượn đến cuối mùa giải 2023-2024. Đến ngày 31 tháng 3, anh có trận ra mắt câu lạc bộ mới trong chiến thắng 2-1 trước Hà Nội trên sân Hàng Đẫy khi vào sân ở phút thứ 71 để thay Lý Công Hoàng Anh.

## Sự nghiệp quốc tế

### U-19 Việt Nam
Tháng 9 năm 2013, Nguyễn Tuấn Anh được triệu tập vào đội tuyển U-19 Việt Nam tham dự Giải vô địch bóng đá U-19 Đông Nam Á tại Indonesia. Nguyễn Tuấn Anh với tư cách là đội trưởng đã thi đấu rất tốt góp công giúp đội lọt tới trận chung kết; nhưng lại để thua đội chủ nhà trên loạt đấu luân lưu 11m và giành vị trí á quân.
Tháng 10 năm 2013, Nguyễn Tuấn Anh cùng với các cầu thủ U-19 Việt Nam tham dự vòng loại U-19 châu Á 2014 tại Malaysia. Anh cùng với các cầu thủ U-19 Việt Nam xuất sắc dẫn đầu bảng, trong đó có thành tích ấn tượng nhất là trận thắng 5–1 trước đội U-19 Australia, để góp mặt tại vòng chung kết U-19 châu Á 2014 tổ chức tại Myanmar.. Tháng 1 năm 2014, Tuấn Anh cùng với các cầu thủ U-19 Việt Nam tham dự Cúp Nutifood tại Thành phố Hồ Chí Minh.

### U-23 Việt Nam
Ngày 24 tháng 2 năm 2015, Tuấn Anh được triệu tập vào đội hình U-23 Việt Nam tham dự vòng loại U-23 châu Á. Anh đã thi đấu 2 trận cho U-23 Việt Nam gặp U-23 Indonesia (thắng 1-0) và gặp chủ nhà Malaysia (thắng 2-1), trước khi gặp chấn thương trong buổi tập trước trận đấu với Ma Cao và chia tay giải.
Ngày 5 tháng 5 năm 2015, Tuấn Anh tập trung đợt 2 với danh sách sơ bộ 30 cầu thủ trong đội U-23 thi đấu tại SEA Games 28 tại Singapore.
Ngày 9 tháng 5, Tuấn Anh được xếp thi đấu dự bị trong trận đấu giao hữu với U-23 Hàn Quốc, tuy nhiên không được thi đấu. Đến ngày 19 tháng 5, Tuấn Anh chính thức chia tay SEA Games vì chấn thương không hồi phục.
Tháng 1 năm 2016, HLV Miura Toshiya quyết định điền tên Tuấn Anh vào danh sách 23 cầu thủ đăng ký thi đấu tại Vòng chung kết giải bóng đá U-23 châu Á 2016 tại Qatar. Ở lượt trận cuối cùng của vòng bảng gặp đội tuyển U-23 Các Tiểu vương quốc Ả Rập Thống nhất, anh đã ghi bàn thắng nâng tỉ số lên 2-1 cho đội tuyển U-23 Việt Nam trong trận đấu mà U-23 Các Tiểu vương quốc Ả Rập Thống nhất lội ngược dòng thắng lại với tỉ số 3-2. Đội tuyển U-23 Việt Nam rời giải đấu sau 3 trận toàn thua ở vòng bảng, ghi được 3 bàn thắng và bị thủng lưới 8 bàn.
Ngày 14 tháng 8 năm 2017, Tuấn Anh có lần đầu tiên góp mặt tại SEA Games 29 trong trận thắng 4-0 trước U-23 Đông Timor. Anh thi đấu đủ 5 trận đấu tại giải, tuy nhiên đội tuyển không thể vượt qua được vòng bảng.
Tháng 12 năm 2017, Tuấn Anh được gọi lên đội tuyển U-23 Việt Nam để chuẩn bị cho giải giao hữu M-150 Cup 2017 tại Thái Lan và giải U-23 châu Á 2018 tại Trung Quốc. Tuy nhiên, anh gặp phải chấn thương ở gối và cơ háng và phải chia tay với hai giải đấu cuối cùng anh có thể tham dự ở cấp độ đội trẻ, nơi mà U-23 Việt Nam đã giành huy chương đồng tại M-150 Cup 2017 và ngôi á quân tại U-23 châu Á 2018.

### Đội tuyển quốc gia Việt Nam
Ngày 24 tháng 3 năm 2016, Tuấn Anh có trận đấu đầu tiên cho đội tuyển Việt Nam gặp đội tuyển Trung Hoa Đài Bắc trong khuôn khổ Vòng loại giải vô địch bóng đá thế giới 2018 khu vực châu Á với chiến thắng 4-1. Anh có bàn thắng đầu tiên cho đội tuyển Việt Nam trong trận thắng 5-2 trước đội tuyển Triều Tiên trong trận giao hữu ngày 6 tháng 10 năm 2016.
Ngày 27 tháng 5 năm 2019, anh có tên trong danh sách triệu tập cho giải King's Cup 2019 diễn ra tại Buriram, Thái Lan. Anh đã thi đấu trong trận thắng đôi tuyển Thái Lan tại giải này sau hơn hai năm không lên tuyển vì chấn thương và ở đây cùng đội tuyển giành vị trí thứ nhì giải đấu.
Ngày 22 tháng 8 năm 2019, Tuấn Anh có tên trong danh sách sơ bộ 27 cầu thủ của đội tuyển Việt Nam thi đấu với đội tuyển Thái Lan trong khuôn khổ Vòng loại giải vô địch bóng đá thế giới 2022 khu vực châu Á.. Trong trận đấu với đội tuyển Thái Lan ngày 5 tháng 9 năm 2019, HLV Park Hang-seo đã khiến tất cả phải ngạc nhiên khi bố trí Tuấn Anh chơi như một tiền vệ phòng ngự, anh được thi đấu trọn vẹn 90 phút và nhận được những lời khen tích cực sau màn trình diễn tốt khi cho thấy kỹ năng thoát pressing xuất sắc và hoàn toàn "bắt chết" Chanathip Songkrasin - cầu thủ được cho là nguy hiểm nhất của Thái Lan. Trong chiến thắng 1-0 của Việt Nam trước UAE tối 14 tháng 11 năm 2019, Tuấn Anh được đánh giá là cầu thủ hay nhất trận.
Năm 2019 đánh dấu sự trở lại của Tuấn Anh với đội tuyển quốc gia và những gì anh thể hiện xứng đáng là một thủ lĩnh nơi tuyến giữa với sự mạnh mẽ, lì lợm và tư duy thông minh, tất cả đang chờ đợi sự tỏa sáng của một nghệ sĩ nơi sân cỏ mang trong mình đôi chân "pha lê".
Ngày 6 tháng 5 năm 2021, Tuấn Anh có tên trong danh sách sơ bộ 37 cầu thủ của đội tuyển Việt Nam thi đấu giao hữu với đội tuyển Jordan và tham dự 3 trận còn lại của vòng loại thứ 2 giải vô địch bóng đá thế giới 2022 khu vực châu Á. Anh tiếp tục có mặt trong danh sách 29 cầu thủ chính thức sang UAE, thi đấu trận giao hữu gặp Jordan vào ngày 31 tháng 5 và trận gặp Indonesia vào ngày 7 tháng 6, tuy nhiên anh gặp chấn thương cổ chân ở phút 35 và không kịp bình phục cho 2 trận cuối cùng của vòng loại gặp Malaysia và UAE. Với việc thi đấu 5/8 trận ở vòng loại thứ 2, anh đã góp phần giúp đội tuyển Việt Nam lần đầu trở thành một trong 12 đội tuyển châu Á góp mặt tại vòng loại thứ 3 giải vô địch bóng đá thế giới 2022 khu vực châu Á và vào trực tiếp giải Asian Cup 2023 tại Trung Quốc.
Ngày 12 tháng 12 năm 2021, Tuấn Anh có trận đấu đầu tiên trong sự nghiệp tại đấu trường AFF Cup trong chiến thắng 3-0 của tuyển Việt Nam trước tuyển Malaysia. Anh chơi trọn vẹn 90 phút và có 2 kiến tạo cho Quang Hải và Hoàng Đức lập công. Sau trận đấu, anh nhận được danh hiệu cầu thủ hay nhất trận đấu này.

## Đời sống cá nhân
Nguyễn Tuấn Anh được xem là cầu thủ có đời sống cá nhân kín tiếng bậc nhất trong số các cầu thủ thuộc khóa I - Hoàng Anh Gia Lai Arsenal JMG.
Ngoài bóng đá, Tuấn Anh đã từng thử sức trong lĩnh vực Kinh doanh như: mở cửa hàng phụ kiện nghệ thuật trang trí nhà cửa, vật dụng cá nhân tại TP.HCM; Homestay 2 phòng ngay tại Gia Lai; Thương hiệu quần áo thời trang mang tên Anh ơi. Tuy nhiên, hiện tại cầu thủ đã tạm gác lại việc kinh doanh (trong một bài phỏng vấn, lí do tạm ngừng việc kinh doanh được cầu thủ Tuấn Anh giải thích rằn việc kinh doanh đòi hỏi thời gian, đặc biệt với các lĩnh vực mà anh đã kinh doanh lại thường đòi hỏi khá nhiều về vấn đề chăm sóc cho nhu cầu của khách hàng một cách tốt nhất). Do đó, cầu thủ lựa chọn việc tạm dừng kinh doanh để có thể tập trung trung toàn bộ thời gian cho sự nghiệp bóng đá mà mình theo đuổi
Bên cạnh đó, Tuấn Anh còn có các sở thích như chụp ảnh phong cảnh - ảnh tĩnh vật, đọc sách và nghiên cứu về phật giáo, thiền,...
Năm 2014, bộ đôi tác giả trẻ Bách Lê và Bá Diệp đã kết hợp với Nhà xuất bản Trẻ cho ra đời bộ truyện tranh "Học Viện Bóng Đá" gồm 10 tập, lấy cảm hứng từ Học viện bóng đá Hoàng Anh Gia Lai. Nhân vật Tuấn Thanh được xây dựng dựa theo chính hình mẫu Tuấn Anh ở ngoài đời.

## Thống kê sự nghiệp

### Câu lạc bộ
Tính đến ngày 18 tháng 05 năm 2025
| Câu lạc bộ                | Mùa giải            | Giải đấu            | Giải đấu | Giải đấu | Cúp quốc gia | Cúp quốc gia | Châu lục | Châu lục | Tổng cộng | Tổng cộng |
| Câu lạc bộ                | Mùa giải            | Hạng                | Trận     | Bàn      | Trận         | Bàn          | Trận     | Bàn      | Trận      | Bàn       |
| ------------------------- | ------------------- | ------------------- | -------- | -------- | ------------ | ------------ | -------- | -------- | --------- | --------- |
| LPBank Hoàng Anh Gia Lai  | 2015                | V.League 1          | 26       | 1        | 2            | 0            | —        | —        | 28        | 1         |
| LPBank Hoàng Anh Gia Lai  | 2017                | V.League 1          | 7        | 0        | 1            | 0            | —        | —        | 8         | 0         |
| LPBank Hoàng Anh Gia Lai  | 2018                | V.League 1          | 2        | 0        | —            | —            | —        | —        | 2         | 0         |
| LPBank Hoàng Anh Gia Lai  | 2019                | V.League 1          | 23       | 1        | 2            | 0            | —        | —        | 25        | 1         |
| LPBank Hoàng Anh Gia Lai  | 2020                | V.League 1          | 17       | 1        | 1            | 0            | —        | —        | 18        | 1         |
| LPBank Hoàng Anh Gia Lai  | 2021                | V.League 1          | 5        | 0        | 1            | 0            | —        | —        | 6         | 0         |
| LPBank Hoàng Anh Gia Lai  | 2022                | V.League 1          | 21       | 1        | 3            | 0            | 4        | 0        | 28        | 1         |
| LPBank Hoàng Anh Gia Lai  | 2023                | V.League 1          | 16       | 0        | 2            | 1            | —        | —        | 18        | 1         |
| LPBank Hoàng Anh Gia Lai  | 2023-24             | V.League 1          | 9        | 0        | 1            | 0            | —        | —        | 10        | 0         |
| LPBank Hoàng Anh Gia Lai  | Tổng                | Tổng                | 126      | 4        | 13           | 1            | 4        | 0        | 143       | 5         |
| Yokohama (mượn)           | 2016                | J2 League           | 0        | 0        | 2            | 1            | —        | —        | 2         | 1         |
| Thép Xanh Nam Định (mượn) | 2023-24             | V.League 1          | 11       | 0        | 2            | 0            | —        | —        | 13        | 0         |
| Thép Xanh Nam Định        | 2024-25             | V.League 1          | 22       | 1        | 1            | 0            | 6        | 1        | 29        | 2         |
| Thép Xanh Nam Định        | Tổng                | Tổng                | 33       | 1        | 3            | 0            | 6        | 1        | 42        | 2         |
| Tổng cộng sự nghiệp       | Tổng cộng sự nghiệp | Tổng cộng sự nghiệp | 159      | 5        | 18           | 2            | 10       | 1        | 187       | 8         |

### Đội tuyển quốc gia
Tính đến ngày 05 tháng 09 năm 2024
| Đội tuyển quốc gia | Năm       | Trận | Bàn |
| ------------------ | --------- | ---- | --- |
| Việt Nam           | 2016      | 6    | 1   |
| Việt Nam           | 2017      | 1    | 0   |
| Việt Nam           | 2019      | 5    | 0   |
| Việt Nam           | 2021      | 12   | 0   |
| Việt Nam           | 2022      | 8    | 0   |
| Việt Nam           | 2023      | 9    | 0   |
| Việt Nam           | 2024      | 6*   | 0   |
| Tổng cộng          | Tổng cộng | 47   | 1   |

- Trận đấu với Kyrgyzstan vào ngày 9 tháng 1 năm 2024 không được tính do không được xem là một trận giao hữu quốc tế bởi FIFA (không giới hạn lượt thay người).

### Bàn thắng quốc tế
| #  | Ngày                | Địa điểm                                                 | Đối thủ           | Bàn thắng | Kết quả | Giải đấu |
| -- | ------------------- | -------------------------------------------------------- | ----------------- | --------- | ------- | -------- |
| 1. | 6 tháng 10 năm 2016 | Sân vận động Thống Nhất, Thành phố Hồ Chí Minh, Việt Nam | CHDCND Triều Tiên | 1–1       | 5–2     | Giao hữu |

#### U-23
| # | Ngày                | Địa điểm                                                 | Đối thủ    | Bàn thắng | Kết quả | Giải đấu                                        |
| - | ------------------- | -------------------------------------------------------- | ---------- | --------- | ------- | ----------------------------------------------- |
| 1 | 20 tháng 1 năm 2016 | Sân vận động Grand Hamad, Doha, Qatar                    | UAE        | 2–1       | 2–3     | Giải vô địch bóng đá U-23 châu Á 2016           |
| 2 | 19 tháng 7 năm 2017 | Sân vận động Thống Nhất, Thành phố Hồ Chí Minh, Việt Nam | Đông Timor | 4–0       | 4–0     | Vòng loại giải vô địch bóng đá U-23 châu Á 2018 |

#### U-19
| # | Ngày                | Địa điểm                                        | Đối thủ | Bàn thắng | Kết quả | Giải đấu                                  |
| - | ------------------- | ----------------------------------------------- | ------- | --------- | ------- | ----------------------------------------- |
| 1 | 11 tháng 9 năm 2014 | Sân vận động Quốc gia Mỹ Đình, Hà Nội, Việt Nam | Myanmar | 1–0       | 4–1     | Giải vô địch bóng đá U-19 Đông Nam Á 2014 |

## Danh hiệu
Thép Xanh Nam Định
- V.League 1: 2023–24
- Siêu cúp quốc gia: 2024

U-19 Việt Nam
- Giải vô địch bóng đá U-19 Đông Nam Á á quân: 2013, 2014
- Cúp bóng đá Hassanal Bolkiah á quân: 2014

Việt Nam
- VFF Cup: 2022
- King's Cup á quân: 2019
- Giải vô địch bóng đá ASEAN á quân: 2022

Cá nhân
- Cầu thủ xuất sắc nhất Giải vô địch bóng đá U-19 Đông Nam Á: 2013
- Cầu thủ trẻ xuất sắc nhất Việt Nam: 2014
- Cầu thủ xuất sắc nhất câu lạc bộ Hoàng Anh Gia Lai: 2015